# Yak Loum
Pour les articles homonymes, voir Loum (homonymie).
Yak Loum (បឹងយក្សឡោម en khmer) est un lac et une attraction touristique de la province de Rotanah Kiri au nord-est du Cambodge. 

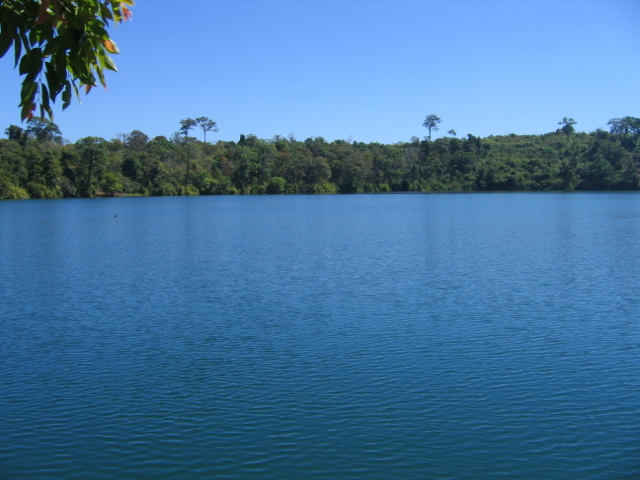
Les abords du lac

Ce magnifique lac, situé à 4.5 km au sud de Ban Lung la capitale provinciale, est le reste d'un cratère volcanique vieux de 700 000 ans.
Sa profondeur de 48 mètres lui donne une eau claire et pure.
Il est presque parfaitement circulaire avec un diamètre de 750 mètres et est entouré d'un chemin de randonnée d'environ 2,5 kilomètres qui chemine dans une forêt luxuriante peuplée d'oiseaux exotiques et de perroquets qui s'égayent au milieu des grands arbres.
Le lac et sa région sont considérés comme sacrés par plusieurs tribus montagnardes du nord-est cambodgien qui pensent qu'ils sont habités par des esprits protecteurs,.
En 1995, le gouverneur de la province a transformé 5 000 hectares en zone protégée dans laquelle était inclus le lac, et en 1996, il reçut l'aide du centre de recherches pour le développement international canadien et du programme des Nations unies pour le développement pour mettre en place un programme de gestion des ressources.